# Прастханатрайя
Прастханатрая (prasthānatrayī - триточкивідправлення) - загальна назва для групи канононічних текстів індуїстської філософської традиції, особливо для шкіл, які відносять себе до Веданта. Прастханатрая складається з: 
1. Мукхо Упанішади - обов'язкові тексти (впадеш прастхана);
2. Брахма-сутри - логічний текст (ньяя прастхана);
3. Бхагавад-Гіта - практичний текст (садхана прастхана).

Всі засновники трьох головних шкіл Веданти - Шанкара, Рамануджа і Мадхви - склали свої коментарі (бхашье) на Прастханатраю. Для філософських шкіл індуїзм а, претендують на належність до Вед і Веданта і на право вважати свій напрям «ведичним», є обов'язковим мати коментарі на весь канон Прастханатраі : 
 Будь-який вчитель, який заявляє про себе як про Ачар'я і який хоче відкрити нову школу думки, повинен написати коментар до цих трьох найважливіших книг. 
Свамі Шівананди - Гьяна йога 
Так само відомі коментарі на Прастханатраю написані великими філософами вишнуизма - Німбарка і Валлабхі.